# Nathalie Loiseau
Nathalie Loiseau, född 1 juni 1964 i Neuilly-sur-Seine, Frankrike, är en fransk politiker, diplomat och skolledare som sedan valet 2019 är Europaparlamentariker för La République En Marche! (Renew Europe). Dessförinnan var hon minister med ansvar för Europafrågor i regeringen Philippe II.
Loiseau tog en examen vid Sciences Po 1983. Tre år senare, 1986, började hon arbeta för den franska utrikestjänsten. Mellan 1990 och 1992 tjänade hon i Indonesien som diplomat. Mellan 1993 och 1995 var hon rådgivare till Alain Juppé, under hans tid som utrikesminister. Därefter var hon diplomat i bland annat Dakar, Senegal, och Rabat, Marocko. Mellan 2002 och 2007 var hon kommunikationschef vid Frankrikes ambassad i Washington. Mellan 2009 och 2011 var hon HR-chef på Frankrikes utrikesdepartement, och stabschef mellan 2011 och 2012. Mellan 2012 och 2017 var Loiseau rektor för École nationale d’administration (ENA).
21 juni 2017 efterträdde Loiseau Marielle de Sarnez som Frankrikes minister med ansvar för Europafrågor. I Europaparlamentsvalet 2019 toppade hon listan för Emmanuel Macrons parti La République En Marche!, och blev invald i Europaparlamentet. Hon har varit ledamot av Europaparlamentets utskott för utrikesfrågor, och ordförande i Underutskottet för säkerhets- och försvarsfrågor. Hon sågs länge som en trolig kandidat till positionen som ledare för Renew Europe, men efter vad som sågs som ett antal kommunikativa misstag avböjde hon att kampanja för posten, som rumänen Dacian Cioloș istället valdes till. Loiseau valde inte heller att leda den franska LREM-gruppen, utan blev ordförande i underutskottet för säkerhetsfrågor.